# 퍼트리샤 세인트존
퍼트리샤 메리 세인트존(영어: Patricia Mary St. John, 1919년 - 1993년)은 영국의 작가이다. 그녀는 일생의 대부분을 모로코의 개신교 선교 간호사로 일했다. 그녀는 처음에는 외국의 주요 병원에서 동생과 함께 일했으나 나중에는 더 먼 지역의 마을 클리닉에서 4년을 보냈다. 클라렌던 학교에 다니는 동안, 눈의 보물과 탱글우드의 비밀을 썼다. 후기 소설 별의 빛과 4번째 촛불의 비밀은 탕헤르에서의 경험을 바탕으로 했다. 죽을 때까지 코번트리 주 캔리에 살았으며 캔리 에반겔리칼 교회에서 예배를 드렸다.